# موتور خیرمحمد دامنی (بمپور)
موتور خیرمحمد دامنی روستایی در دهستان بمپور شرقی بخش مرکزی شهرستان بمپور استان سیستان و بلوچستان ایران است.

## جمعیت
بر پایه سرشماری عمومی نفوس و مسکن در سال ۱۳۹۵ جمعیت این روستا ۲۶ نفر (۵خانوار) بوده‌است.